# Còndil
Un còndil o popularment ballador és el cap, eminència o protuberància arrodonida a l'extremitat d'un os que encaixa en el buit d'un altre per a formar una articulació. La superfície articular del còndil és convexa en dues direccions i la de l'os que la rep és còncava en dues direccions.

## Llista de còndils
- Còndils laterals:
  - Còndil lateral de la tíbia
  - Còndil lateral del fèmur
  - Còndil lateral del metatars
- Còndils medials:
  - Còndil medial de la tíbia
  - Còndil medial del fèmur
- Còndil mandibular
- Còndil occipital